# Úpice
Úpice település Csehországban, Trutnovi járásban. Úpice Havlovice, Hajnice, Suchovršice, Batňovice, Trutnov, Maršov u Úpice, Rtyně v Podkrkonoší és Libňatov településekkel határos. Lakosainak száma 5500 fő (2024. január 1.).

## Népesség
A település lakosságának változását az alábbi diagram mutatja:
| Lakosok száma | 2957 | 4156 | 6757 | 6277 | 6990 | 5932 | 5694 | 5661 | 5468 | 5500 |
|               | 1869 | 1890 | 1921 | 1950 | 1980 | 2001 | 2017 | 2019 | 2022 | 2024 |